# Liūnelio ežeras ir jo apyežerės
Liūnelio ežeras ir jo apyežerės este o arie protejată (arie specială de conservare — SAC, sit de importanță comunitară — SCI) din Lituania întinsă pe o suprafață de 45 ha, integral pe uscat.

## Localizare
Centrul sitului Liūnelio ežeras ir jo apyežerės este situat la coordonatele 54°07′38″N 23°39′47″E / 54.1272°N 23.6631°E.

## Înființare
Situl Liūnelio ežeras ir jo apyežerės a fost declarat sit de importanță comunitară în martie 2004 pentru a proteja 2 specii de plante. Situl a fost protejat și ca arie specială de conservare în iunie 2021.

## Biodiversitate
Situată în ecoregiunea boreală, aria protejată conține 8 habitate naturale: Ape puternic oligomezotrofe cu vegetație bentonică cu Chara spp., Lacuri eutrofice naturale cu vegetație de tip Magnopotamion sau Hydrocharition, Formațiuni de Juniperus communis pe lande sau pajiști calcaroase, Pajiști uscate seminaturale și facies de acoperire cu tufișuri pe substraturi calcaroase (Festuco-Brometalia) (* situri importante pentru orhidee), Fânețe de joasă altitudine (Alopecurus pratensis, Sanguisorba officinalis), Păduri caducifoliate bătrâne naturale hemiboreale fino-scandinave (Quercus, Tilia, Acer, Fraxinus sau Ulmus) bogate în specii epifite, Pășuni din zone de pădure fino-scandinave, Păduri caducifoliate de mlaștină fino-scandinave.
La baza desemnării sitului se află mai multe specii protejate de  plante (2): papucul doamnei (Cypripedium calceolus), Thesium ebracteatum.
Pe lângă speciile protejate, pe teritoriul sitului au mai fost identificate 5 specii de plante.